# دحية الكلبي
دِحْيَةُ بن خَلِيفَةَ بن فَروَةَ بن فَضَالةَ الكلبي (نحو 30ق.هـ/592م - 50هـ/670م) هو صحابي مشهور أسلم قديمًا ولم يشهد غزوة بدر وشهد غزوة أحد وما تلاها من غزوات الرسول محمد. وكان تاجرًا غنيًّا، وكان جميلًا يضرب به المثل في حسن الصورة إذا دخل المدينة لم تبق فتاة إلا خرجت تنظر إليه، وكان جبريل ينزل على النبي محمد بصورته. بعثه الرسول محمد برسالته إلى القيصر هرقل إمبراطور الروم يدعوه إلى الإسلام. شهد دحية كثيرًا من الوقائع في فتوح الشام وشهد معركة اليرموك فكان على كردوس. شارك في فتح دمشق، وبعثه يزيد بن أبي سفيان إلى تدمر، فصالح أهلها على صلح دمشق. وتولى إمرة تدمر، ثم نزل دمشق، وفي سنة 40هـ، وفد الكوفة على الخليفة علي بن أبي طالب، وسكن المزة وتوفي ودُفن بها في خلافة معاوية بن أبي سفيان.

## نسبه وأسرته
- هو: دحية بن خليفة بن فروة بن فضالة بن زيد بن امرئ القيس بن الخزج[5][6] بن عامر بن بكر بن عامر الأكبر بن عوف بن بكر بن عوف بن عذرة بن زيد اللات بن رفيدة بن ثور بن كلب بن وبرة الكلبي.[7][8]
- أخته: شراف بنت خليفة بن فروة: قيل إن النبي محمدًا تزوجها ولم يدخل بها.[9][10]
- زوجته: درة بنت أبي لهب.[11]

وقد روى ابن شهاب الزهري بسنده عن ابن عباس أن دحية بن خليفة كان كنديًّا من قبيلة كندة. وكانت كلب وكندة تقتسمان الرئاسة في دومة الجندل، وربما أتى ذلك بسبب اختلاط مساكنهم. واشتهر من عقبه: "يزيد بن دحية بن خليفة الكلبي". و"هرم بن عبد الله بن دحية بن خليفة الكلبي"، وهو أحد أمراء يزيد بن الوليد، ويقال إن يزيد ولاه العراق، لكنه امتنع بحجة أنه ليس لديه جند، فعين مكانه منصور بن جمهور. و"سليمان بن عبد الله بن دحية".

## إسلامه

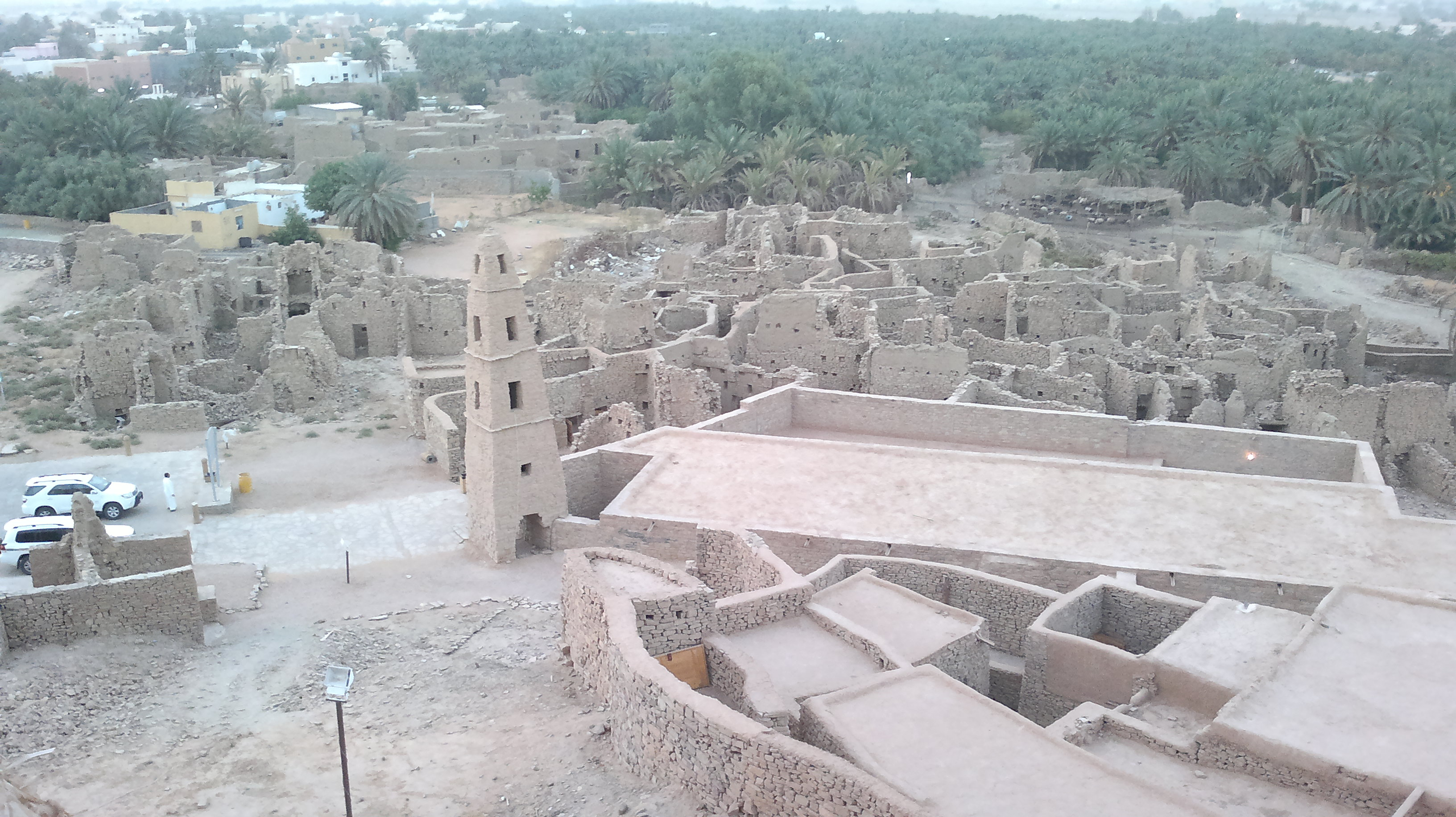
دومة الجندل حيث نشأ دحية الكلبي.

كان دحية ممّن دخلوا الإسلام قبل الهجرة النبوية إلى المدينة المنورة، والظاهر أنه سمع وهو بمنطقته في دومة الجندل بأمر ودعوة النبي محمد بمكة، فسار إليه، وأسلم، ثم عاد إلى منطقته ببلاد بني كلب يدعو إلى دين التوحيد، وفي ذلك قال ابن سعد: «وأسلم دحية بن خليفة قديمًا، ولم يشهد بدرًا».
ثم هاجر إلى المدينة المنورة وأخذ مكانه في الصفوف الأولى بين أصحاب رسول الله منذ أوائل السنة الثالثة للهجرة، وفي ذلك قال القرطبي: «دحية بن خليفة: كان من كبار الصحابة». ومما يدل على زمن هجرته في السنة الثالثة للهجرة أنه لم يشهد غزوة بدر في السنة الهجرية الثانية، ولكنه كان من الصحابة الذين شهدوا غزوة أحد في شوال من السنة الثالثة للهجرة وما بعدها من المشاهد، قال ابن كثير: «دحية بن خليفة الكلبي: صحابي جليل، كان جميل الصورة... أسلم قديما ولكن لم يشهد بدرا، وشهد ما بعدها». هاجر دحية الكلبي من دومة الجندل إلى رسول الله بالمدينة المنورة في السنة الهجرية الثالثة، وكان ممتطيا صهوة بغلته البيضاء، وكان إذا دخل المدينة لم تبق فتاة شابة إلا خرجت تنظر إليه لأنه كان أحسن الناس صورة وجمالا وجلالا، وفي ذلك قال ابن قتيبة: «كان دحية إذا قدم المدينة، لم تبق مُعصِرٌ إلا خرجت تنظر إليه»، وعلق الذهبي قائلًا: «ولا ريب أن دحية كان أجمل الصحابة الموجودين في المدينة».
وكان دحية الكلبي من الصحابة المدافعين عن الدعوة النبوية، فقد شهد غزوة أحد وغزوة بدر الآخرة وغيرهما من المشاهد مع رسول الله، وفي ذلك قال الواقدي: «وشهد دحية مع رسول الله صَلَّى الله عليه وسلم، المشاهد كلها بعد بدرٍ». ولما حشدت قريش أحلافها من الحجاز ونجد لغزو المدينة المنورة في شوال سنة خمسٍ للهجرة في غزوة الخندق، كان دحية من الصحابة المهاجرين الذين تصدّوا لقريش في المعركة، إذ كان لواء المهاجرين بيد زيد بن حارثة ولواء الأنصار بيد سعد بن عبادة، فكان ممن شهد الخندق من الصحابة المهاجرين بقيادة زيد بن حارثة: دحية بن خليفة وحمل بن سعدانة وأسامة بن زيد بن حارثة وغيرهم، وقد انسحبت قريش وأحزابها من المدينة، ورجع رسول الله إلى منزله يوم الخندق. قالت عائشة بنت أبي بكر: «رجع النبي يوم الخندق، فبينا هو عندي إذ دق الباب، فارتاع لذلك رسول الله ﷺ وخرج، فخرجت في إثره، فإذا رجل على دابة والنبي متكئ على مَعْرفَة الدابة يكلمه، فرجع فلما دخل قلت: من ذلك الرجل الذي كنت تكلمه؟ قال: ورأيته؟ قلت: نعم. قال: بمن تشبهينه؟ قلت: بدحية بن خليفة الكلبي. قال: ذاك جبريل، أمرني أن أمضي إلى بني قريظة».
وتروى مصادر السيرة النبوية أن بني قريظة قد تآمروا وحاولوا الغدر بالنبي والمسلمين بالمدينة، واتفقوا على ذلك مع قريش أيامَ غزوة الخندق، فلم يتمكنوا من ذلك، فلما انسحبت قريش والأحزاب، أتى جبريل في صورة دحية الكلبي وأمر النبي ﷺ بالمسير لقتال بني قريظة، فأمر رسول الله المسلمين بالمسير إلى بني قريظة، فسار رسول الله إليهم وذلك لسبع بقين من ذي القعدة سنة خمس للهجرة. وجاء في السيرة النبوية لابن هشام: «ومَرَّ رسول الله ﷺ بِنَفَرٍ من أصحابه بالصورين قبل أن يصل إلى بني قريظة فقال: هل مَرَّ بكم أحد؟ قالوا: يا رسول الله، قد مر بنا دحية بن خليفة الكلبي، على بغلة بيضاء عليها رحالة، عليها قطيفة ديباج. فقال رسول الله ﷺ: ذلك جبريل، بعث إلى بني قريظة يزلزل بهم حصونهم، ويقذف الرعب في قلوبهم»، وقال أبو العباس المبرد: «ثم مر دحية بعد ذلك».

## إسلام أهل دومة الجندل

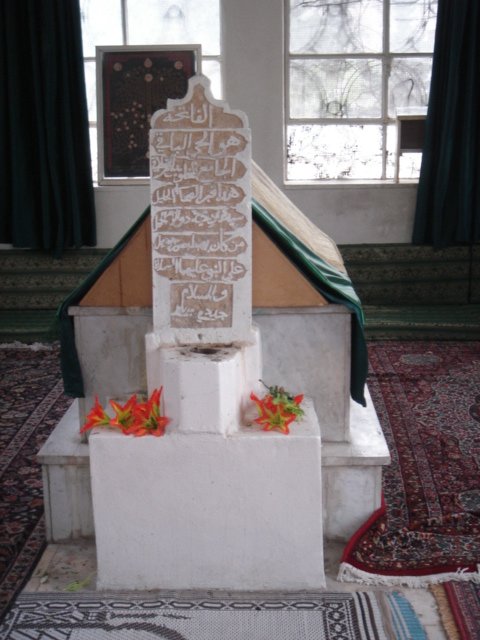
قبر الصحابي دحية الكلبي.

كان لدحية الكلبي دور في إسلام أهل دومة الجندل من قبيلة كلب القضاعية في السنة الهجرية السادسة وذلك أن القبيلة كانت تسكن منطقة دومة الجندل وما يليها من تبوك بأعالي الحجاز إلى أداني الشام، قال أبو الفداء: «وكانت بنو كلب في الجاهلية ينزلون دومة الجندل وتبوك وأطراف الشام.»
وقد كتب رسول الله كتابًا إلى أهل دومة الجندل بين جمادى الآخرة وشعبان في السنة الهجرية السادسة لدعوتهم إلى الإسلام، وهم بنو علیم بن جناب وبنو زهیر بن جناب وبنو عدي بن جناب، فاستجاب بنو عليم وبنو زهیر بن جناب، وكان رئيسهم: حارثة بن قطن بن زابد بن حصن بن كعب بن علیم بن جناب الكلبي وابنه قطن بن حارثة الكلبي، فأسلما مع قومهما ووفد حارثة بن قطن الكلبي وكذلك ابنه قطن بن حارثة إلى رسول الله بالمدينة المنورة وهما من الصحابة، وكتب رسول الله كتاب عهد لحارثة بن قطن وطوائف كلب بدومة الجندل. وقد شهد على الكتاب دحية بن خليفة الكلبي.
وأما عشيرة بني عدي بن جناب فكانوا يدينون بالمسيحية وكان رئيسهم مسيحيًّا وهو الأصبغ بن عمرو بن ثعلبة بن حصين بن ضمضم بن عدي بن جناب الكلبي، فبعث إليهم رسول الله سرية حربية بقيادة عبد الرحمن بن عوف فغزاهم في شعبان في السنة الهجرية السادسة ثم استجاب الأصبغ بن عمرو بن ثعلبة إلى الإسلام وبقي الكثير من قومه بني عدي على المسيحية وصالحوا على الجزية، وتزوج عبد الرحمن بن عوف بابنة الأصبغ وهي تماضر بنت الأصبغ أم أبو سلمة بن عبد الرحمن بن عوف.
وبعد إسلام قبيلة كلب بدومة الجندل في السنة السادسة للهجرة، شهد العديد منهم المشاهد مع أصحاب رسول الله وانضموا إلى جيش رسول الله في غزوة الحديبية التي كان فيها الصلح والمهادنة بين رسول الله وقريش في ذي القعدة سنة ست للهجرة. وكان لدحية الكلبي دور في إسلام بني الضبيب من قبيلة جذام فيما يلي دومة الجندل وتبوك بأعالي الحجاز إلى آيلة (العقبة)، وكان أولهم إسلامًا رفاعة بن زيد الضبيبي الجذامي وحسان بن ملة الضبيبي بعد صلح الحديبية أواخر السنة الهجرية السادسة وجاء في نبأ مرور دحية بأرض جذام عند عودته من مسيرة إلى هرقل بالشام في جمادى الآخرة سن سبعٍ للهجرة أنه: «وقد كان حسان بن ملة الضبيبي قد صحب دحية بن خليفة الكلبي قبل ذلك، فعلمه أم الكتاب». ويدل ذلك على أن دحية كان له دور في إسلام بني الضبيب الجذاميين ما بين صلح الحديبية وغزوة خيبر مطلعَ سنة سبع للهجرة.

## بعثه إلى هرقل

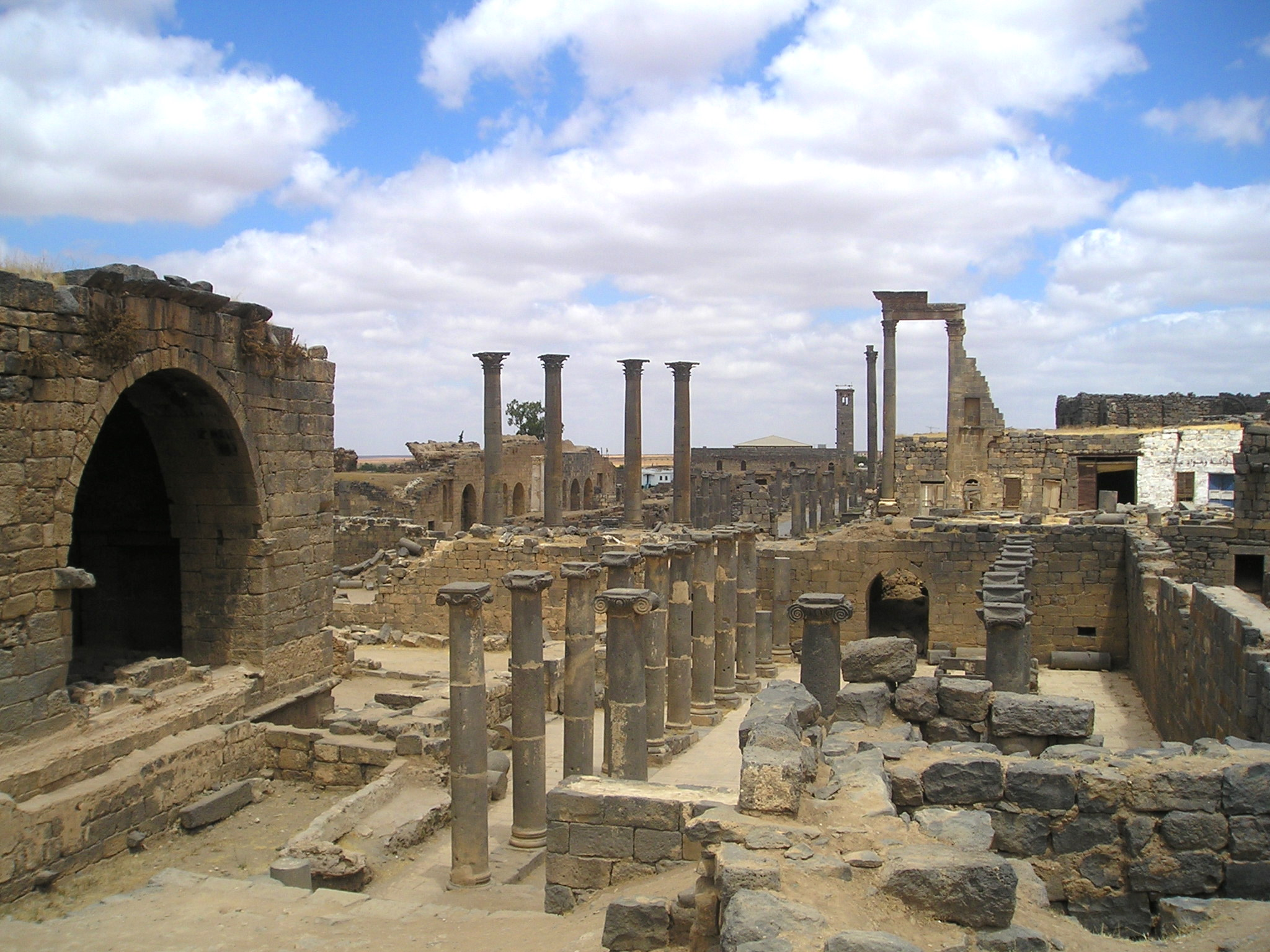
أطلالٌ رومانيَّة في مدينة بُصرى، أحد أبرز معاقل العرب وحكامها الغساسنة في الشَّام خِلال العهد الروماني والبيزنطي.

بعث الرسول محمد دحية الكلبي إلى القيصر هرقل إمبراطور الروم، ولذلك وصفته تراجم الصحابة وكتب التاريخ بأنه «رسولُ رسولِ الله إلى هرقل ملك الروم»، وقد أجمعت كتب السيرة النبوية والمصادر التاريخية على أن بعث دحية إلى هرقل كان بعد صلح الحديبية في ذي القعدة سنة ستٍّ للهجرة، ورجع النبي والمسلمون من الحديبية إلى المدينة المنورة واستقروا بها في ذي الحجة سنة ستٍّ للهجرة، فيكون زمن بعث دحية في أوائل سنة سبعٍ للهجرة بعد العودة من غزوة خيبر في شهر صفر، فيكون بعث دحية في شهر ربيع الأول، وقد بعثه الرسول مرة ثانية إلى هرقل، فقد جاء في مسند أحمد أنّه قال: «قدم رسول الله في تبوك، فبعث دحية الكلبي إلى هرقل».
وكانت تبوك في رجب تسعٍ للهجرة، وليس هنالك تعارض بين التاريخين، ويبدو أن دحية قد بُعث مرتين إلى هرقل، أولاهما في ربيع الأول سنة سبع وثانيهما في رجب سنة تسع من الهجرة. ويؤكد ذلك وجود صيغتين لرسالة النبي إلى هرقل، لأن النبي ﷺ كتب إليه مرتين، وكان دحية هو رسول النبي في المرتين، مما يتيح وصفه بالسفير وقد اختاره رسول الله لتلك المهمة، وربما كان يعرف أيضا اللغة السريانية فقد كانت السريانية الآرامية لغة الديانة المسيحية التي كانت منتشرة في القبائل العربية الشمالية ومنها قبيلة كلب التي كان فيها من يدين بالمسيحية سواء في دومة الجندل أو تبوك كما كانت السريانية منتشرة بالشام.
وقد شهد دحية بن خليفة غزوة خيبر في صفر سنة سبع، ثم مضى من المدينة المنورة في ربيع الأول -وفي رواية الواقدي في محرم- إلى بصرى ثم إلى مدينة حمص التي كان هرقل يقيم فيها حينما يكون في الشام، قال الواقدي: «فأخذ دحية كتاب رسول اللّه ﷺ وتوجه إلى بصرى؛ لأن النبيّ ﷺ أمره أن يدفع الكتاب إلى عظيم بصرى وهو الحارث ملك غسان ليدفعه إلى قيصر. ولما انتهى دحية إلى بصرى كان حينئذ عظيم بصرى في حمص، فبعث رجلًا مع دحية ليبلغه إلى قيصر وقيصر ذاهب إلى إيليا؛ وهو بيت المقدس، لأنه لما كشف اللّه عنه جنود فارس مشى من حمص إلى إيليا -شكرا للّه - فيما أولاه من ذلك». وصل أخيرًا دحية من حمص إلى إيليا حيث كان هرقل فيها آنذاك، وقد وقف دحية بين يدي هرقل في بلاط قصره بحمص يقرأ بثبات الرسالة النبوية التي جاء حاملًا إياها، وفيما يلي نصها الذي ورد في صحيح البخاري: «بسم الله الرحمن الرحيم، من محمد رسول الله إلى هرقل عظيم الروم. سلام على من اتبع الهدی. أما بعد: فإني أدعوك بدعاية الإسلام. أسلم تسلم، وأسلم يؤتك الله أجرك مرتين، وإن توليت، فإن عليك إثم الأريسيين، "ويا أهل الكتاب تعالوا إلى كلمة سواء بيننا وبينكم أن لا نعبد إلا الله ولا نشرك به شيئا ولا يتخذ بعضنا بعضا أربابا من دون الله فإن تولوا فقولوا اشهدوا بأنا مسلمون". فلما فرغ من قراءة الكتاب ارتفعت الأصوات عنده وكثر اللغط وأمر بنا فأخرجنا».
وتضيف بعض الروايات أن هرقل أمر لدحية بمال وكسوة، وهو ما يفعله الملوك غالبًا، ثم إن دحية رجع من الشام في جمادى الأولى سنة سبعٍ ومر بمنطقة جذام في أعالي الحجاز -صحراء حسمى- قاصدًا المدينة المنورة، وكان معه ما أجازه له هرقل من مال وكسوة، فقطع عليه الطريق ناس من جذام وسلبوه، وفي ذلك جاء في الطبقات الكبرى أنه: «أقبل دحية بْن خليفة الكلبي مِن عند قيصر وقد أجازه وكساه. فلقيه الهنيد بن عارض وابنه عارض بن الهنيد في ناس من جذام بحسمى. فقطعوا عليه الطريق فلم يتركوا عليه إلا سمل ثوب. فسمع بذلك نفر مِن بني الضبيب فنفروا إليهم فاستنقذوا لدحية متاعه». فمضی دحية الكلبي حتى قدم على رسول الله بالمدينة المنورة. فأخبره بنتائج لقائه مع هرقل عندما سلمه كتاب رسول الله، كما أخبره بحادثة قطع الطريق التي تعرض لها في أرض حسمى، فبعث رسول الله زید بن حارثة في خمسمائة رجل من الصحابة ومعه دحية الكلبي إلى أرض حسمى -بأعالي الحجاز- وذلك في جمادى الآخرة سنة سبع للهجرة، فقُضى على الهنيد. وتثبيت سلطة الإسلام في تلك المنطقة من أرض جذام.

## سرية حسمى

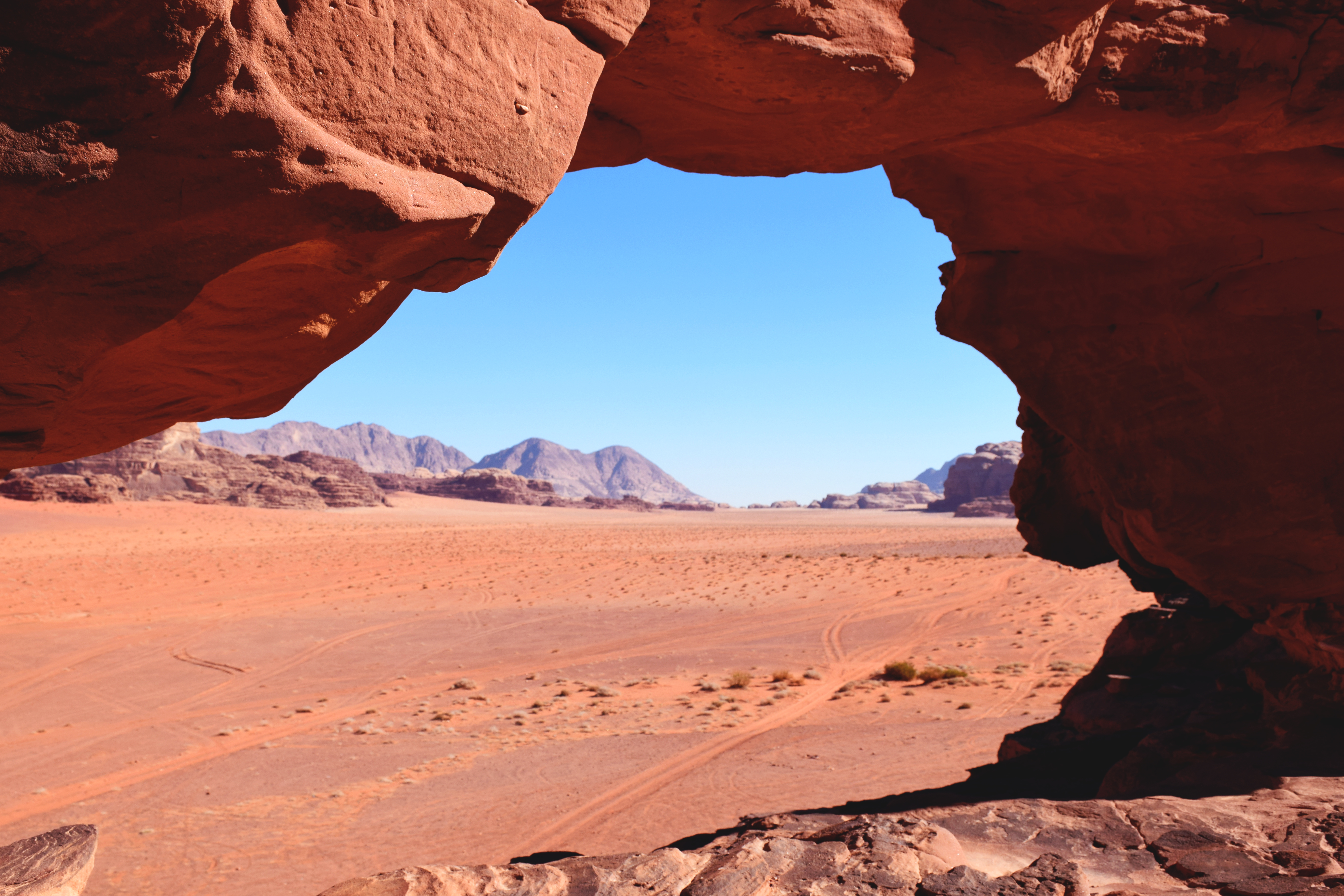
حسمى حيث وقعة دحية الكلبي مع قبيلة جذام.

بعث الرسول محمد دحية بن خليفة وزيد بن حارثة على سرية إلى حسمى في جمادى الآخرة من السنة الهجرية السادسة. وسبب بعث هذه السرية، قال صاحب عيون الأثر: «أقبل دحية بن خليفة الكلبي من عند قيصر وقد أجازه وكساه فلقيه الهنيد بن عارض وابنه عارض بن الهنيد في ناس من جذام بحسمى، فقطعوا عليه الطريق فلم يتركوا عليه إلا سمل ثوب. فسمع بذلك نفر من بني الضبيب، فنفروا إليهم فاستنقذوا لدحية متاعه، وقدم دحية على النبي ﷺ فأخبره بذلك فبعث زيد بن حارثة في خمسمائة رجل ورد معه دحية».
وقدم دحية على النبي، فأخبره بذلك، فبعثه النبي مع زيد بن حارثة في خمس مئة رجل، ورد معه دحية. وكان زيد يسير الليل ويكمن النهار، ومعه دلیل من بني عذرة، فأقبل بهم حتى هجم بهم مع الصبح على القوم، فأغاروا عليهم وقتلوا فيهم فأوجعوا، وقتلوا الهنيد وابنه، وأغاروا على ماشيتهم ونعمهم، فأخذوا من النعم ألف بعير، ومن الشاء خمسة آلاف شاة. ورحل زید بن رفاعة الجذامي في نفر من قومه إلى رسول الله، فدفع إلى رسول الله كتابه الذي كان كتب له ولقومه ليالي قدم عليه فأسلم، وقال: يا رسول الله! لا تحرم علينا حلالا ولا تحل لنا حراما، فقال: كيف أصنع بالقتلى؟، قال أبو زيد بن عمرو: أطلق لنا یا رسول الله من كان حيًا، ومن قتل فهو تحت قدمي هاتين، فقال رسول الله ﷺ: صدق أبو زيد.
وبعث النبي علي بن أبي طالب إلى زيد بن حارثة، يأمره أن يخلي بينهم وبين محرمهم وأموالهم، فتوجه علي، فلقي رافع بن مَكيث الجُهَنيّ - بشیر زيد بن حارثة - على ناقة من إبل القوم، فردها علي على القوم، ولقي زيد بن حارثة بالفحلتين، وهي بين المدينة المنورة وذي المروة، فأبلغه أمر رسول الله، فرد إلى الناس كل ما كان أخذ لهم. وكان لغزوة زيد بن حارثة إلى حسمى وما جاورها من أرض جذام نتائج وآثار إيجابية، في القضاء على قطاع الطرق، وفي تثبيت وتأكيد انضواء أرض وقبيلة جذام في إطار الدولة والسلطة، فأمر زيد بن حارثة الجيش برد الأسرى والأموال والإبل لرفاعة بن زيد الجذامي وأصحابه، فرُدَّتْ جميعًا، ولما اطمأن دحية وزيد إلى استتباب الأمر في أرض جذام عاد مع جيشه إلى المدينة المنورة.

## بعثه الثاني إلى هرقل
وكان دحية الكلبي من كبار الصحابة الذين شهدوا غزوة تبوك مع رسول الله، وكانت تبوك في رجب سنة تسعٍ للهجرة، وقد جاء في السيرة النبوية أنه: «قدم رسول الله تبوك، فبعث دحية الكلبي إلى هرقل». وكان ذلك هو البعث الثاني لدحية الكلبي إلى هرقل ملك الروم، وقد بعث معه رسول الله رسالة إلى هرقل تتميز عن الرسالة الأولى التي قال له رسول الله لي فيها: «أسلم تسلم، أسلم يؤتك الله أجرك مرتين، فإن توليت فإن عليك إثم الأريسيين». أما الرسالة النبوية التي حملها دحية الكلبي رسول النبي إلى هرقل وقرأها دحية على هرقل في قصره بمدينة حمص، فكان نصها كما يلي: «من محمد رسول الله إلى صاحب الروم: إني أدعوك إلى الإسلام، فإن أسلمت فلك ما للمسلمين وعليك ما عليهم، فإن لم تدخل في الإسلام فأعطِ الجزيةَ، فإن الله تبارك وتعالى يقول: "قاتلوا الذين لا يؤمنون بالله ولا باليوم الآخر ولا يحرمون ما حرم الله ورسوله ولا يدينون دين الحق من الذين أوتوا الكتاب حتى يعطوا الجزية عن يد وهم صاغرون". وإلا فلا تحل بين الفلاحين وبين الإسلام أن يدخلوا فيه أو يعطوا الجزية». وقد نسب أهل السيرة لدحية بن خليفة إنّه قال حيث أتى قيصر الآبيات الآتية:

| ألا هَلْ أتاها على نَأْيِها |  | بأنيِّ قَدِمْتُ على قَيْصَرِ       |
| فقرَّرتُه بصلاةِ المسيح    |  | وكانت من الجوهَرِ الأحمرِ   |
| وقلتُ تُقِرُّ بِبُشْرى المسيح  |  | فقال سأنظُرُ قلتُ انظُرِ      |
| فكادَ يقرُّ بأمرِ الرسولِ   |  | فَمالَ إلى البَدَلِ الأعْورِ    |
| فشَطَّ وجاشَتْ له نفسُه      |  | وحاسَتْ نفوسُ بني الأصْفرِ    |
| على وضْعِه بيديهِ الكتابَ  |  | على الرأسِ والعينِ والمِنْخرِ |
| فأصبحَ قيصرُ من أمْرِه     |  | بمنزلةِ الفَرَسِ الأَشْقرِ      |

وتشير بعض الروايات إلى أن دحية أرسله إلى ضغاطر وهو من أساقفة الروم عظيم الشأن، وقد جاء في الطبقات الكبرى: كتب رسول الله صلى الله عليه وسلم إلى ضغاطر الأسقف: «سلام على من آمن أما على أثر ذلك فإن عيسى بن مريم روح الله وكلمته ألقاها إلى مريم الزكية وإني أؤمن بالله وما أنزل إلينا وما أنزل إلى إبراهيم وإسماعيل وإسحاق ويعقوب والأسباط وما أوتي موسى وعيسى وما أوتي النبيون من ربهم لا نفرق بين أحد منهم ونحن له مسلمون والسلام على من اتبع الهدى». وفي رواية أخرى أن هرقل هو من أرسل دحية إلى ضغاطر وليس النبي، وقد شُكّك بها لأن بها شيئا من المبالغة.

## زواج رسول الله بأخت دحية الكلبي
وقد تزوج رسول الله بشراف بنت خليفة الكلبي أخت دحية الكلبي ولكنه لم يدخل بها. قال ابن سعد: «لمّا هلكت خَوْلة بنت الهُذَيل، تزوّج رسول الله ﷺ شَراف بنت خليفة أخت دِحْيَة... فبعث عائشة تنظر إليها، فذهبت ثمّ رجعت، فقال لها رسول الله: "ما رأيت؟" فقالت: ما رأيت طائلًا. فقال لها رسول الله: "لقد رأيت طائلًا، لقد رأيت خَالًا بِخَدِّها اقشعرّت كلّ شَعْرَة منكِ". فقالت: يا رسول الله ما دونك سِرٌّ».
وقال الطبراني في المعجم الكبير: «شراف بنت خليفة بن فروة الكلبية أخت دحية بن خليفة، تزوجها رسول الله ﷺ ولم يدخل بها». بينما قال أبو جعفر الطبري: «لم تمت عند رسول الله في حياته من أزواجه غيرها -زينب بنت خزيمة- وغير خديجة وشراف بنت خليفة أخت دحية بن خليفة الكلبي». فكانت شراف من نساء النبي وأمهات المؤمنين.

## دحية في فتوح تحرير الشام

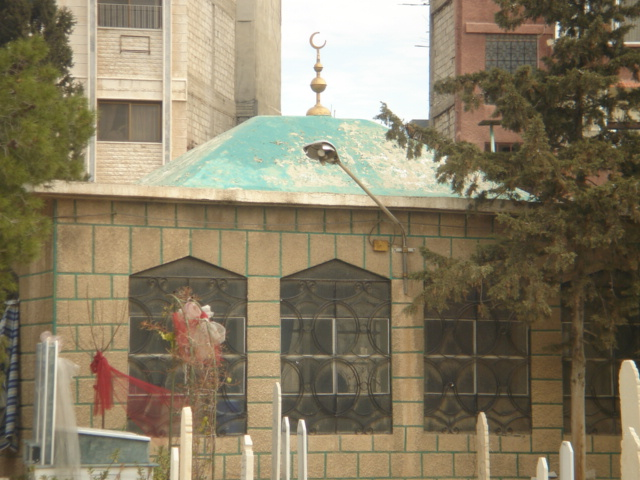
مسجد دحية الكلبي في المزة بدمشق، بناه دحية أثناء مكوثه في الشام.

كان دحية الكلبي من كبار الصحابة الذين شهدوا فتوح الشام وخاضوا غمار معاركها ضد الرومان منذ انطلاق الجيوش العربية الإسلامية إلى الشام في صفر في السنة الثالثة عشرة، وقد جاء في ترجمته بكتاب الإصابة في تمييز الصحابة أنه: «وقد شهد دحية اليرموك، وكان على كردوس»، وقال ابن عساكر: «وشهد اليرموك وكان أميرا على كردوس، ثم سكن دمشق»، وجاء في سير أعلام النبلاء: «وقد شهد اليرموك، وكان على كردوس وسكن المزة». وقد كان جيش المسلمين في موقعة اليرموك مُقسّمًا إلى ستة وثلاثين كردوسًا، وعلى كل كردوس أمير قائد من الصحابة، فكان دحية واحدًا منهم، قال الطبري: «وخرج خالد في تعبية لم تعبها العرب قبل ذلك فخرج في ستة وثلاثين كردوسا إلى الأربعين وقال إن عدوكم قد كثر وطغى وليس من التعبية تعبية أكثر من رأى العين من الكراديس فجعل القلب كراديس وأقام فيه أبا عبيدة وجعل الميمنة كراديس وعليها عمرو بن العاص وفيها شرحبيل بن حسنة وجعل الميسرة كراديس وعليها يزيد بن أبي سفيان... وعلى فالة خالد ابن سعيد دحية بن خليفة على كردوس».
كان لدحية إسهامات في فتح دمشق بقيادة أبي عبيدة بن الجراح، واستخلف أبو عبيدة على دمشق يزيد بن أبي سفيان حينما سار إلى حمص، قال الطبري: «بقي بدمشق مع يزيد بن أبي سفيان من قواد أهل اليمن عدد منهم عمرو بن شمر ابن غزية، وسهم بن المسافر بن هزمه، ومشافع بن عبد الله بن شافع، وبعث يزيد دحية بن خليفة الكلبي في خيل بعد فتح دمشق إلى تدمر، وأبا الزهراء القشيري إلى البثنية وحوران، فصالحوهما على صلح دمشق، ووليا القيام على فتح ما بُعِثا عليه». وبذلك كان دحية الكلبي هو فاتح تدمر والمناطق التابعة لها بالصلح على صلح دمشق وولِيَ القيام على فتح ما بُعِث إليه.
وقد تولى دحية الكلبي إمرة تدمر وأسس عصرها العربي الإسلامي. ثم سكن مدينة دمشق، وهو من الصحابة الذين نزلوا دمشق، وفي ذلك قال ابن كثير: «ثم شهد اليرموك، وأقام بالمزة  غربي دمشق». وذلك منذ خلافة عمر بن الخطاب، وولاية يزيد بن أبي سفيان على دمشق ثم على الشام، فلما توفي يزيد استعمل عمر على الشام معاوية بن أبي سفيان فكان دحية من كبار الصحابة بدمشق وأميرًا لتدمر في خلافة عمر وولاية معاوية للشام، وقد تزوج معاوية السيدة ميسون بنت بحدل فأنجبت له يزيد بن معاوية.

## نزول جبريل في صورته
ذكر العلماء أنه كان من أحسن الصحابة وجهاً، قال ابن حجر في ترجمته في كتاب الإصابة: «كان يُضْربُ به المثل في حسن الصورة، وكان جبريل عليه السلام ينزل على صورته». وروى الطبراني عن أنس: أن رسول الله كان يقول: «يأتيني جبريل عليه السلام على صورة دحية الكلبي» قال أنس: «وكان دحية رجلًا جميلًا أبيض».

## وفاته

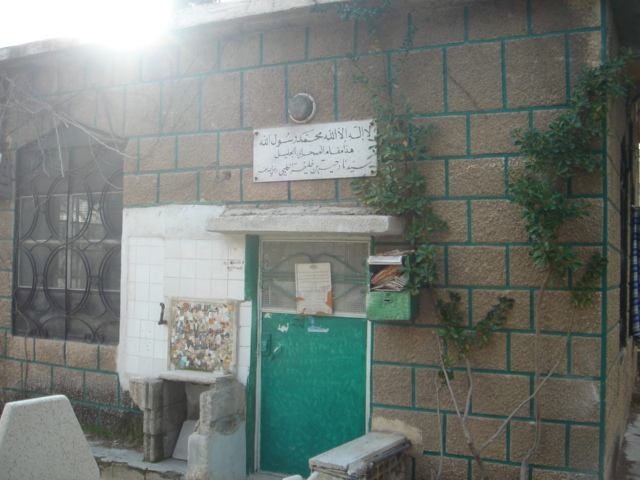
مقام دحية الكلبي في مزة بدمشق.

آخر الأخبار الموثوقة والمتوفرة هي أن دحية الكلبي وفد سنة أربعين للهجرة الكوفة على الخليفة علي بن أبي طالب، وكان دحية مُحبًا ومقدرا عند علي، وقد عاتبه الإمام علي بأبيات محب، وجاء في العقد الفريد: «وفد دحية الكلبي على عليٍّ ، فما زال يذكر معاوية ويطريه في مجلسه؛ فقال عليٌّ عليه السلام»:

| صَديقُ عَدُوّي داخِلٌ في عَداوَتي |  | وَإِنّي لِمَن وَدَّ الصَديقَ وَدودُ  |
| فَلا تَقرَبا مِني وَأَنتَ صَديقَهُ |  | فَإِنَّ الَّذي بَينَ القُلوبِ بَعيدُ |

ولم يزل دحية بن خليفة الكلبي ساكنًا بدمشق حتى وفاته سنة خمسين للهجرة؛ كما ذُكِرَ في البداية والنهاية والمنتظم في تاريخ الملوك والأمم. وفي ذلك قال أبو الفداء: «سنة خمسين، توفي دحية الكلبي». وقد توفي ودفن في المزة، وقبره معروف فيها إلى اليوم.